# شناسه شیمیایی بین‌المللی

ساختار مورفین

شناسهٔ شیمیایی بین‌المللی آیوپاک که به صورت InChi (این‌چی) نیز شناخته می‌شود، شناسه‌ای متنی برای مواد شیمیایی است که توسط آیوپاک و موسسه ملی فناوری و استانداردها در سال‌های ۲۰۰۰-۲۰۰۵ به وجود آمد. این شناسه به منظور ارائه راهی استاندارد و خواندنی توسط انسان برای رمزگذاری اطلاعات مولکولی و تسهیل در جستجو این داده‌ها به وجود آمده‌است. نسخهٔ فعلی آن ۱٫۰۴ است و در سپتامبر ۲۰۱۱ منتشر شده‌است.